# Burg Glauburg
Die Burg Glauburg ist die Ruine einer mittelalterlichen Höhenburg auf einem Basaltrücken 276 m ü. NN des Glaubergs südöstlich der Gemeinde Glauburg im Wetteraukreis in Hessen.

## Geschichte
Nach frühen Besiedlungen des Glaubergs trug er im 7. bis 9. Jahrhundert eine fränkische Großburg, die im 12. und 13. Jahrhundert in das staufische Burgensystem der Wetterau eingegliedert wurde. Dabei wurde ein turmartiges Burggebäude am Rande der Mauerbefestigung errichtet, dessen Bruchstein-Erdgeschoss mit romanischem Torbogen noch erhalten ist. Aus dieser Zeit stammen auch die Fundamentreste mittelalterlicher Häuser am Nordrand des auf der ganzen Fläche besiedelten Plateaus. Die Frankfurter Patrizierfamilie Glauburg hatte hier ihren Stammsitz. Urkundliche Erwähnungen der Familie Glauburg, der Herren von Düdelsheim und anderer Ganerben sind seit dem Jahr 1247 belegt. Die Zerstörung der Burg und damit das Ende der Besiedlung des Glaubergs erfolgte wahrscheinlich schon im Jahr 1256.

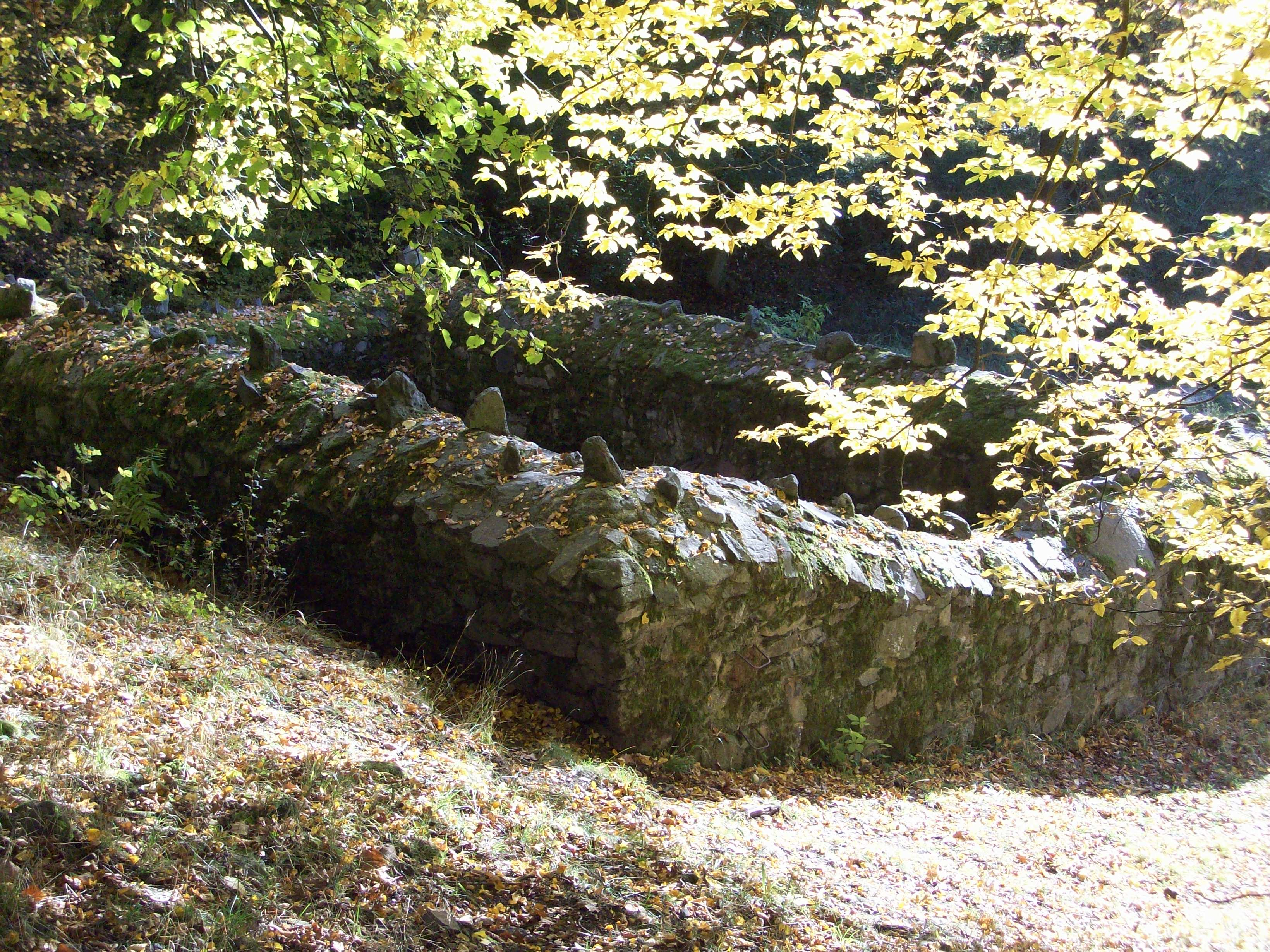
Das Burghaus von der das Plateau umgebenden Wehrmauer aus gesehen
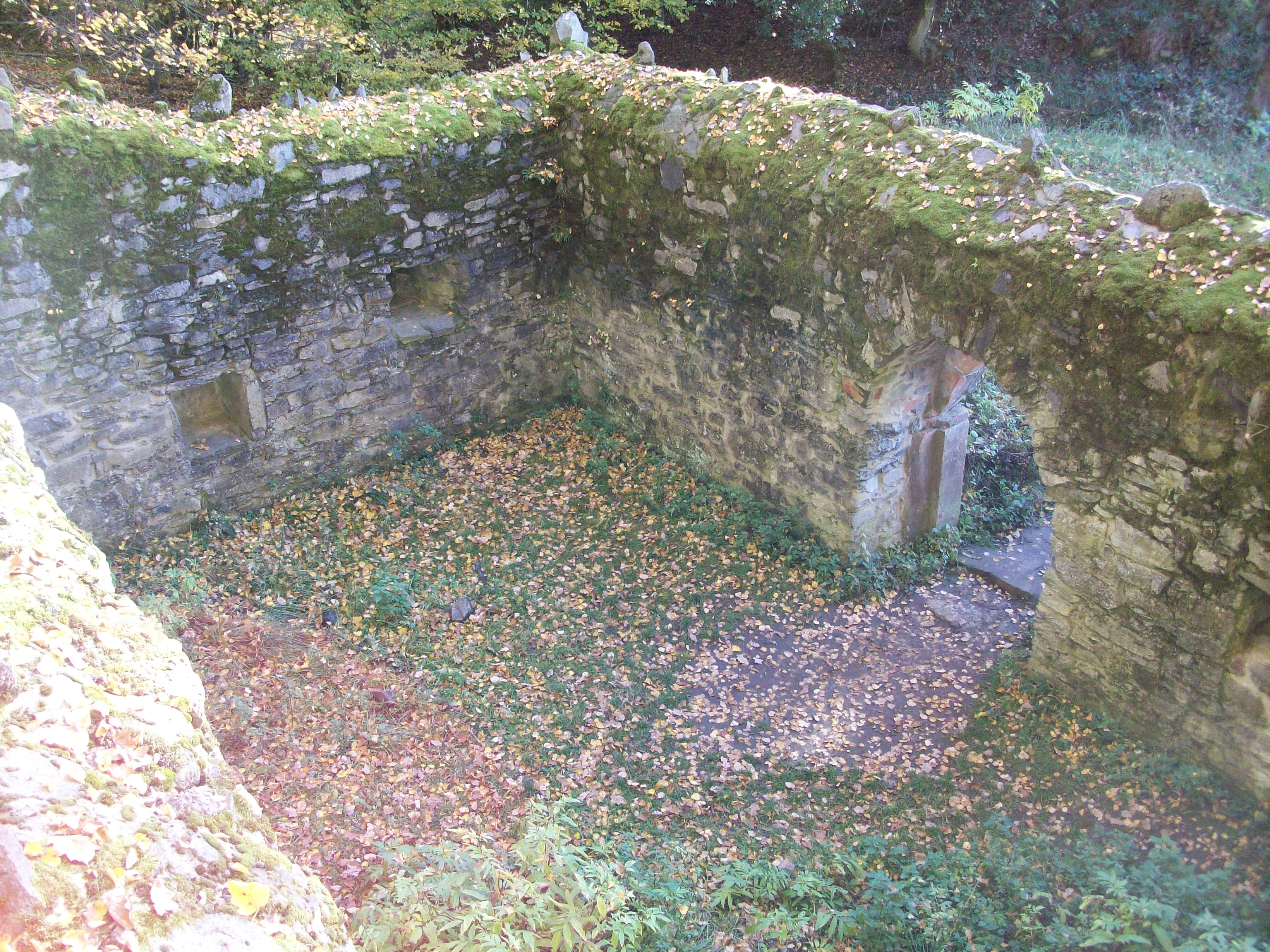
Innenansicht des einfachen Burghauses.

## Anlage
Die meisten auf dem Plateau des Glaubergs rekonstruierten oder freigelegten Gebäude sind der mittelalterlichen Burganlage zuzurechnen. Dazu gehören einige Keller und Gebäude, die größtenteils an die Innenseite des Ringwalls angebaut wurden. Auf der nördlichen Wehrmauerseite sind das eine komplette Häuserzeile, die einen Eingang vom Innern des Plateaus aufweisen. Im Osten und östlich der südlichen Toranlage sind das Einzelfundamente. Im Süden sind die Grundmauern einer Toranlage (Enzheimer Pforte) rekonstruiert. Östlich befindet sich eine Zisternenanlage, die etwa fünf Meter tief ausgeschachtet war und als (weiterer) Regensammler diente, ähnlich der offenen Wasserstelle auf dem zentralen Teil des Plateaus, die schon zu Frühzeitlicher Zeit und zur keltischen Besiedlung in Nutzung war.

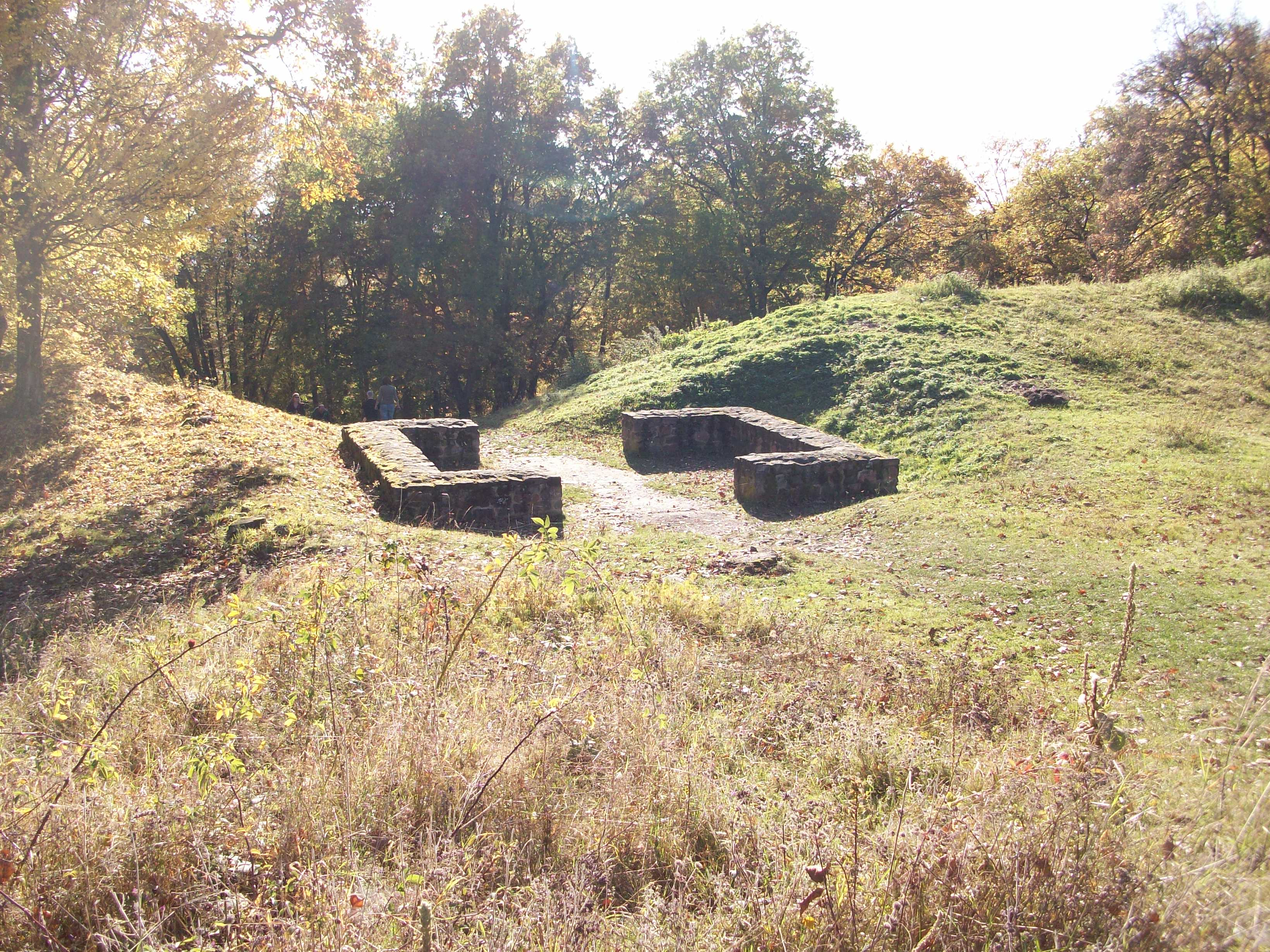
Die südlich gelegene Toranlage und Zugangskontrolle zum Glauberg Plateau: die Enzheimer Pforte
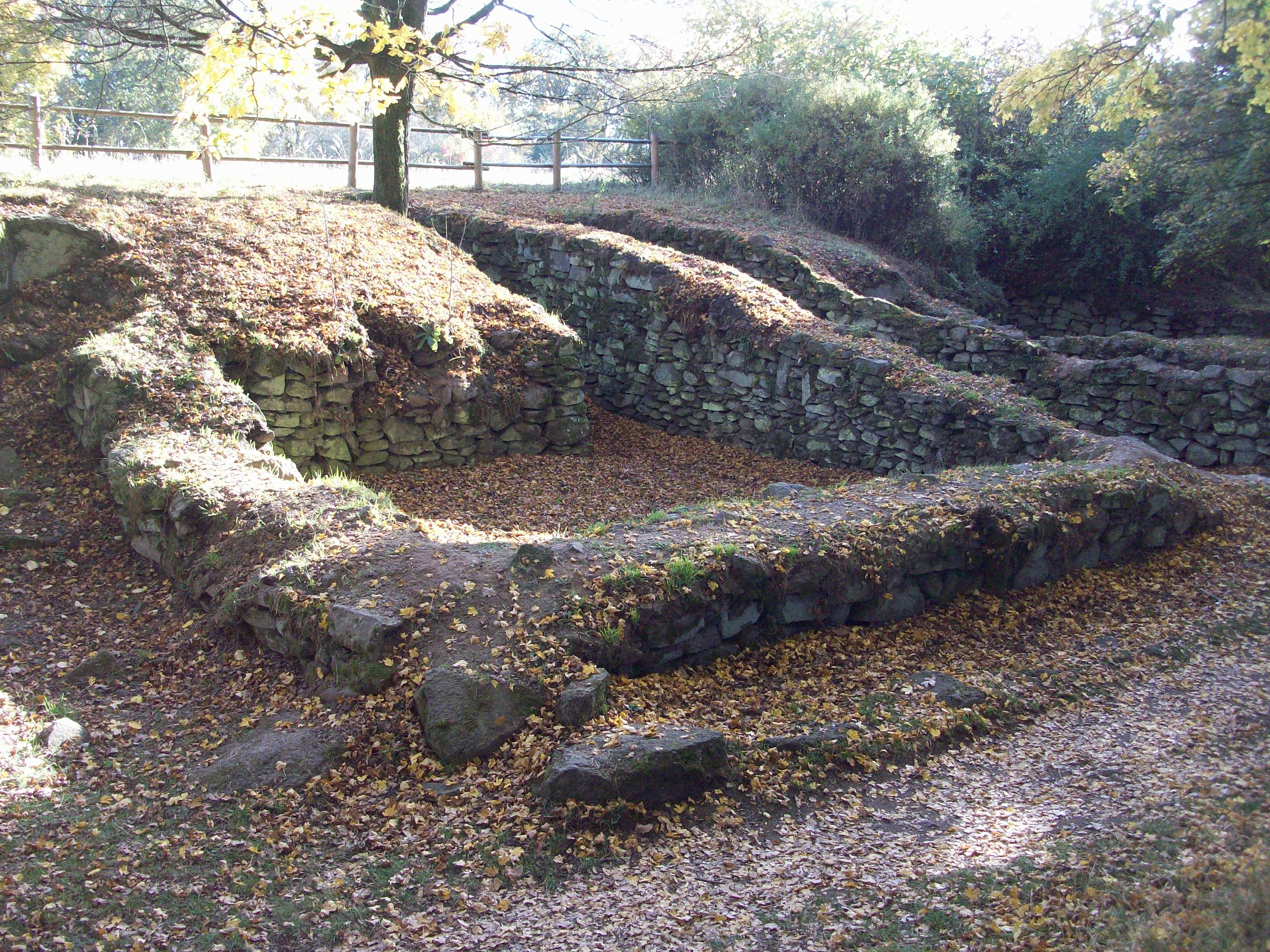
Die nordwestliche Häuserzeile der mittelalterlichen Stauferschen Burgansiedlung, die Stadtrechte besaß. Zugang von der der Wehrmauer abgewandten Seite.
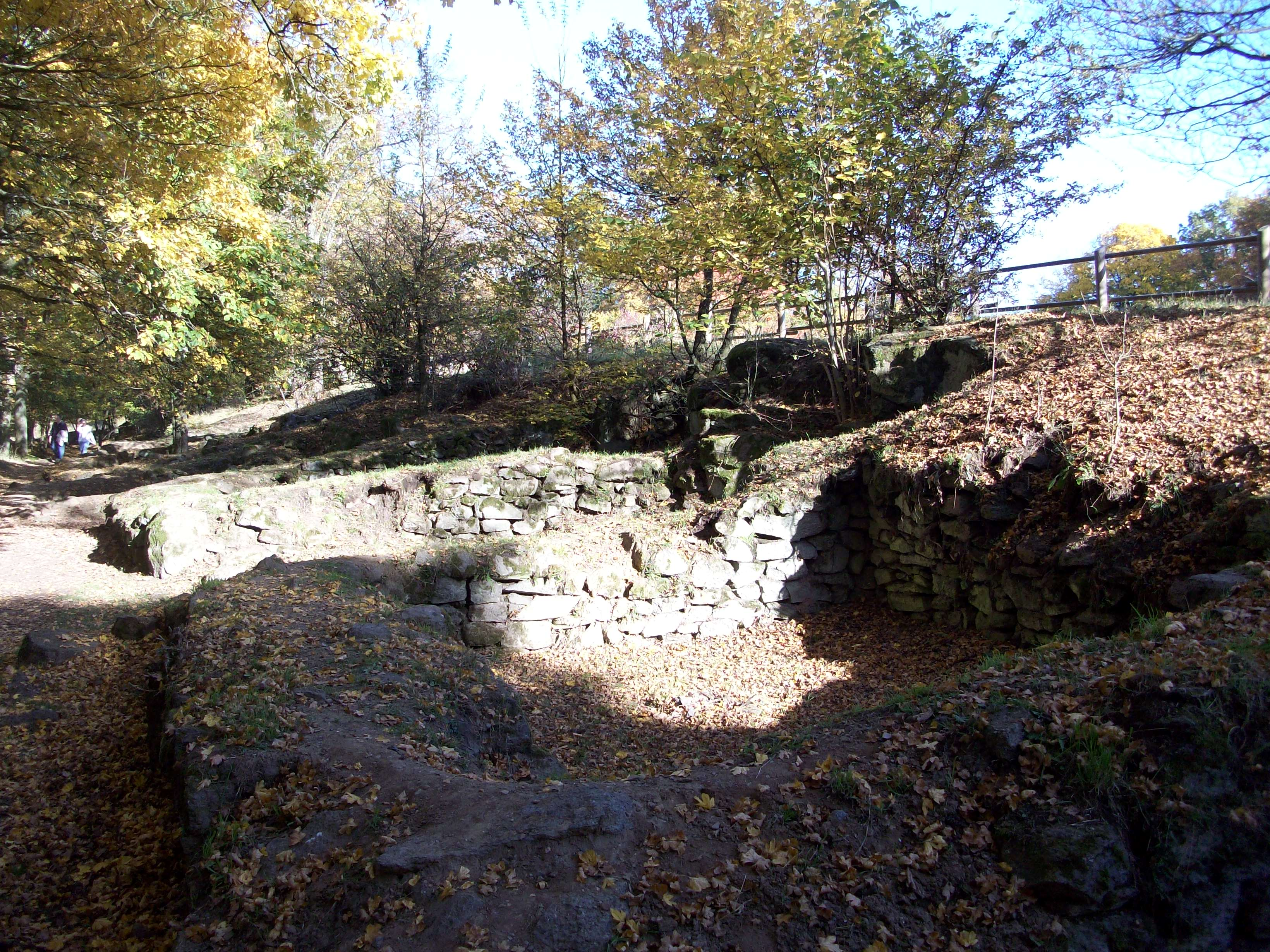
Andere Sicht der Häuserzeile
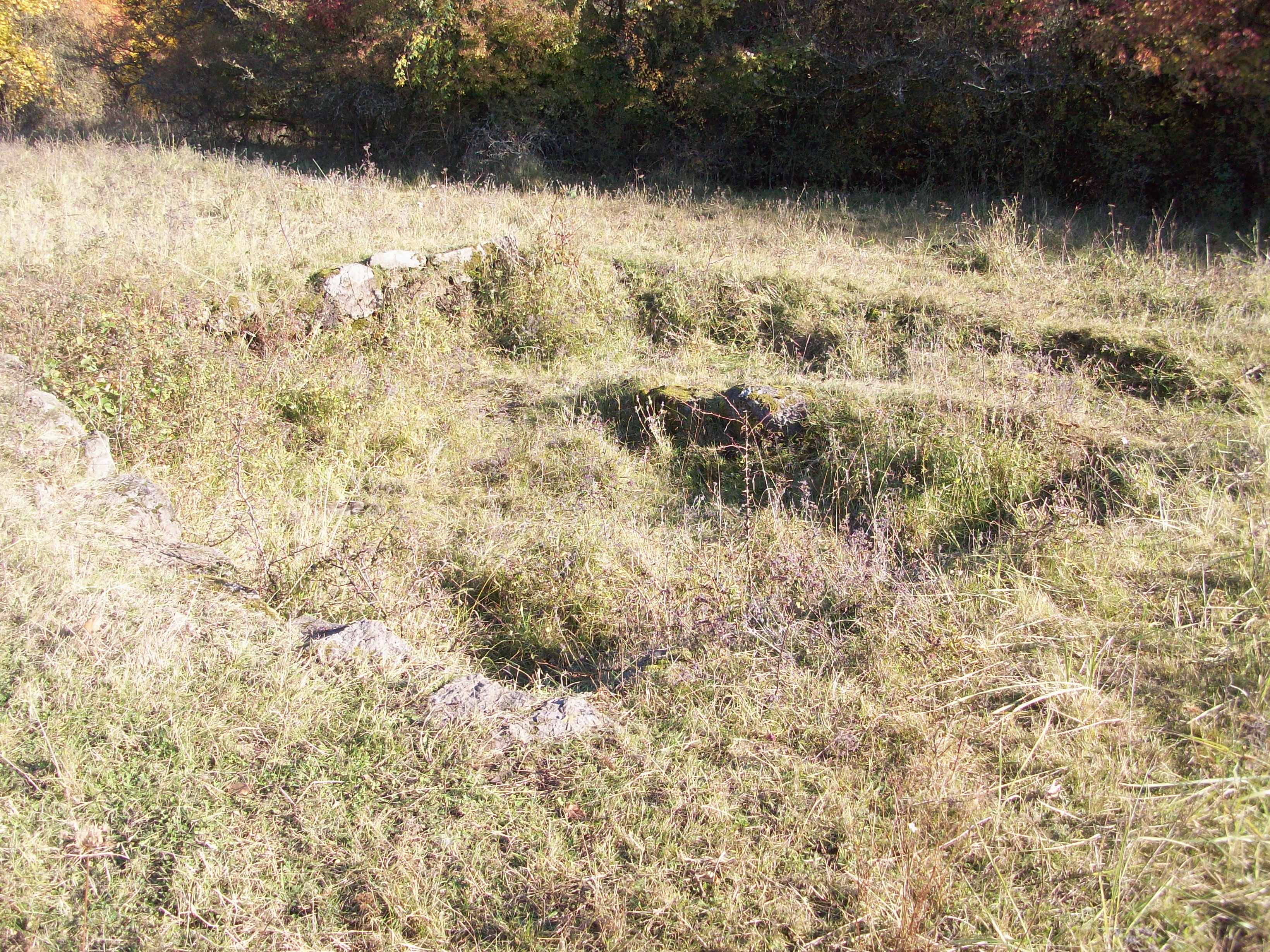
Beispielbild von Fundamentresten einzelner Häuser auf der östlichen Plateauseite, die mit Pferchen und Einfriedungen versehen waren.